# Los Algos
Los Algos es un programa infantil producido por Gestmusic Endemol y emitido diariamente por Cuatro desde el 14 de julio de 2007 hasta 15 de mayo de 2009.
Los personajes de Los Algos, un amplio elenco de muñecos, viven una serie de conflictos dirigidos al público infantil, pero con múltiples guiños al adulto.  Lejos de los personajes ñonos y de la moraleja facilona, en Algoria, el planeta de Los Algos se trata a los niños de tu a tu y se viven los conflictos y las aventuras con la locura propia del mundo de los muñecos.
Los autores de la idea original son los guionistas Daniel Cerdà Emery y Jaume Copons. El diseño de los muñecos corrió a cargo de Òscar Julve y Pol Mainat fue el realizador del programa. 

## Argumento
En un lugar muy alejado de la Tierra, cerca de la constelación de Orión encontramos el planeta Algoria. Allí habitan los Algos, que forman una sociedad que es un correlato directo de la sociedad humana, pero con las connotaciones particulares de unos seres muy especiales. Estos habitantes miden entre 90 cm y 130 cm. Tienen la virtualidad de poder trasladarse a miles de kilómetros de su planeta gracias a su “traslación algórica”. Este procedimiento de traslación tiene una correspondencia visual con el sistema tecnológico materia-antimateria de Star Trek. La diferencia estriba en el hecho de que los algos no necesitan ninguna máquina que los traslade. Lo pueden hacer por sí mismo con toda naturalidad. Este sistema de transporte les permite aparecer o desaparecer por arte de magia, así como trasladarse al planeta Tierra cuando sea necesario. En el planeta Tierra gozan de varios poderes mágicos que se activan gracias a la atmósfera menos densa de éste, pero que desaparecen en su propio planeta. Estos poderes son fundamentalmente dos: la invisibilidad y la levitación de objetos.
Por lo demás, su comportamiento socio-emotivo y su capacidad de adaptación a los diferentes entornos sociales son idénticos a los de los humanos. Ahora, bien, el hecho de que sean unos seres “extraterrestres” con connotaciones humanas, pero con una morfología a medio camino entre el monstruo y el muñeco de peluche, les dota de unas posibilidades histriónicas y cómicas excepcionales. Por tanto, pueden pasar de la risa al llanto, del nerviosismo a la quietud, de la jocosidad a la gravedad, etc, todo ello, de manera casi instantánea. Sus comportamientos son arquetípicos y un poco locos. Pueden ser muy exagerados en todas sus acciones. En ese sentido, se comportan de manera diferente a los humanos.
El nivel de desarrollo tecnológico de los Algos es muy parecido al de los humanos, por lo que utilizan objetos cotidianos (radios, televisores, lavadoras, etc.) que son propios de la civilización humana, sin tener que justificarlo y reforzando más si cabe, el correlato establecido con los humanos.
El ciclo vital de los Algos es mucho más largo que el de los humanos. Sin embargo llegan a la edad adulta del mismo modo que los humanos. Quiere esto decir, que hasta los 25 años se desarrollan intelectualmente y físicamente como los humanos. Después, se instalan en la edad adulta por un periodo de 500 años. A partir de ahí, entran en la vejez que es tan larga como la edad adulta de los 501 a los 1000 años. Por eso, los algos más antiguos, han viajado innumerables veces a la Tierra y conocen los hechos históricos más significativos de su civilización.
En definitiva, son unos personajes con una capacidad innata para conectar con una audiencia infantil sin perder de vista el target familiar.

## Constructores de los muñecos

### La Fira
En enero de 2007 construyeron el primer prototipo del personaje Kora, basado en los diseños de Òscar Julve. Posteriormente se fabricaron 3 juegos enteros de los muñecos para dar cobertura a la producción en plató de los episodios del programa.

## Personajes
Kora:
Niña de 5 años. Representa a los niños de preescolar.
Habla con algunas de las peculiaridades de los niños de preescolar (construcciones gramaticales sencillas, repetición de tiempos verbales). 
Inconsciente.  De respuestas obvias pero comprometidas.   Muchos de sus parlamentos  (en general inteligentes) terminan con la coletilla  “o algo” 
Es viva, ávida de conocerlo todo y de participar de manera activa en cualquier cosa que haga con sus amigos. Continuamente lo descubre todo. 
Es extrovertida, pues se relaciona con la gente que no conoce como si los conociera de toda la vida. 
Su valentía y sus temores son directamente proporcionales a su inconsciencia. Es tremendamente cariñosa e ingenua. 
Odia que constantemente le digan que aún es pequeña. 
Su inconsciencia no solo le hace decir grandes verdades cuando no toca, si no que a veces se sitúa en situaciones de claro peligro. 
Le da mucha pena que el Dr. Libelius esté solo en su castillo y tenga tan mal genio.  
Las grandes verdades que a veces dice, hacen reflexionar a los demás. 
Aunque Fania la trate como a una hermana pequeña, es ella quien muchas veces de manera ingenua, le da grandes lecciones.
- Voz: Rosa Pou

Keo: 
7 años (representa a los niños que empiezan primaria).
Niño algo hiperactivo y nervioso. 
Keo tiene una enorme capacidad para construir su discurso sobre la base de conceptos que no acaba de entender o dominar.   Eso le hace caer permanente en errores en los que no se cansa de insistir.  Por supuesto, su percepción de la realidad es muy especial.
Keo, muy frecuentemente,  se cree capaz de llevar a cabo actos que superan con mucho sus posibilidades. Otra cosa es que acabe saliéndose con la suya porque en la misma medida que él sonríe a la suerte,  la suerte le sonríe.
Aunque el comportamiento de Keo no es siempre el que se espera de un amigo,  los algos le quieren y ya saben que en sus reacciones y actos hay más de descontrol que de malicia.
A Keo le cuesta una barbaridad centrar la atención. Por eso muchas veces entiende las cosas solo a medias. Eso provoca el inicio de grandes aventuras y grandes conflictos. La imaginación de Keo es tan desbordada que casi se podría decir que le basta para convocar la aventura.
Keo es muy competitivo, le encantan los deportes y en especial el skateborard, el fútbol y el baloncesto.  No es raro verle con el brazo en cabestrillo, un ojo  vendado...
- Voz: Anna Orra

Fania:
12 años. Representa a los niños púber, casi preadolescentes.
Antimachista y antisexista convencida.  De gran carácter y un poco soberbia. Lógica y racional. Su lógica, la sitúa entre las locuras de Keo y la racionalidad extrema de Nilo. Ella es el equilibrio.  Tiene una gran capacidad para desmontar los argumentos de los demás, tanto si son niños como si son adultos.
Es solidaria y desprendida. Tiene un gran sentido de la empatía hacia los demás. No le gusta prejuzgar a la gente y es crítica con quien lo hace.
Fania es independiente y resolutiva. Ella decide.  Quizás no brille tanto como Keo o Nilo, ni tenga la espontaneidad de Kora, pero sin duda es la líder. Muchas veces, Keo, Nilo y Kora no se lo ponen fácil, pero cuando van mal dadas, ella es la que toma las riendas del grupo.
Por otro lado, Fania es quien muchas veces propone juegos y aventuras que se traducen después en situaciones complicadas que concluyen con una resolución de conflictos.
Asimismo, es una gran deportista y juega muy bien al fútbol aunque éste sea un deporte practicado mayoritariamente por los del género masculino. Keo, que también juega al fútbol siente una mezcla de admiración y celos por lo virtuosa que es ella en este deporte.
- Voz: Meritxell Sota

Nilo:
Niño intelectual de 10 años. Representa al target que limita con la edad preadolescente. Reflexivo y poco dado a las proezas físicas y a la aventura (¡soy un teórico!). De hecho, peca de un exceso de prudencia.
Es esa persona capaz de sacarle partido a sus conocimientos aplicándolos en el mundo real. Es el típico primer alumno de la clase. Lleva gafas, viste correctamente (¡él es la corrección!).
Nilo pasa muchas horas en la casa de Ilsa, ampliando conocimientos y ayudando a Ilsa en sus tareas científicas. Su amigo íntimo es Keo, y con él comparte muchas cosas aunque cuando hablan tienen serias dificultades para entenderse.
Nilo sabe que es diferente a los demás pero no le importa. En el fondo, ya sabe que el raro es él, pero se comporta como si la diferencia no tuviera ninguna importancia. Es independiente y autónomo, y aunque es capaz de relacionarse perfectamente con los demás tiende a ser solitario.
- Voz: Meritxell Sota

Lio:
Joven 18/22
Es un auténtico posthippy grunge, absolutamente alternativo y que solo se mueve por las grandes causas (aunque en realidad pronto se descubre que sobre todo, si algo le interesa es él mismo).
Es un poco cansino en sus movimientos. Es muy ingenuo y torpe. Es desaliñado y poco aseado. Es leal y amigo de sus amigos. Es tímido y le cuesta expresar sus sentimientos, pero es muy tierno. 
Su discurso oral es un poco desestructurado. Mezcla conceptos y al final ya no sabe de qué está hablando.
Le gustan mucho los cómics y la música; tiene cientos de cómics, discos, etc. 
Lio quiere ser músico (ensaya siempre nuevas propuestas: del reggae a la salsa, pasando por la canción melódica...) pero mientras no consigue hacerse un hueco en el mundo de la música,  se dedica a aceptar trabajos basura que continuamente va perdiendo.
- Voz: Daniel Albiac

Lito: 
Joven de entre 19 y 22 años.
Súper pijo, hijo de papá multimillonario de la alta sociedad de Algoria. Aunque parece superficial es más noble de lo que quiere aparentar (e incluso de lo que él mismo cree).
Militante de las apariencias, las marcas, las novedades tecnológicas. Detesta lo alternativo (aunque Lío, su mejor amigo, lo sea).  
Se dedica a montar y a meterse en todo tipo de negocios ruinosos. Su papá, siempre le salva el culo.
Adora el gimnasio, los deportivos descapotables. Continuamente recuerda a los demás sus orígenes nobles y el tipo de vida que está acostumbrado a llevar. Cualquier prenda, comida u objeto que no esté acorde con su alcurnia es directamente denostado por él. Cuando estos objetos los llevan sus amigos, suele hacer comentarios descalificatorios, pero muy graciosos. Sus colegas encajan dichos comentarios sin problemas.
Lío es su gran amigo y pese a todo lo que les separa, que es mucho (o todo) se quieren con locura. Además comparten algo muy especial: su amor por Alana que vive con ellos en un apartamento de estudiantes.
Habla con un tonillo muy especial, de manera entrecortada – por conceptos que se relacionan por sí solos, por la intención con que son dichos -, utiliza expresiones muy propias  (algunas en  inglés) : “Y lo sabes”, “Sí o sí”,    “Perfecto”, “trendy”, “Smart”,  “No fear”, “no, coma,  que va”, “apenaas”, “ninaada”,  “líder”  “todo lo que es…”, “¡Cóooomo!”
Una de las expresiones que denota seguridad en todo lo que dice y hace es: “¡Por supuesto!”. La utiliza como conclusión y cierre de sus aseveraciones.
Su lenguaje es directo, enumerativo, taxativo y sintético. No se anda con rodeos, no utiliza los condicionales. Se apoya en verbos indicativos que raramente complementa con un “Por favor”.
El hecho de que sea tan directo y tajante en su manera de hablar, lo acompaña con un tono seguro y sugestivo (macho power) en cualquier circunstancia. Incluso, hasta cuando se va a desmayar nunca pierde el tono de falsa seguridad.
Una frase prototípica sería: “Soy joven, líder, guapo, rico... ninaada”
- Voz: Xavier Casán

Alana: 
Chica 18/ 22
Alana  es médico ( le dan el título en el primer capítulo). Comparte casa con Lio y Lito, y por lo tanto los tres forman una “familia” sui generis.
Lio y Lito están encantados con Alana, y lo cierto es que a Alana ambos le gustan. Aprecia la ternura de Lío y el sentido del humor de Lito. Pero como en tantas otras cosas en la vida, Alana es incapaz de decidirse, no se decanta ni por uno ni por el otro.
Alana es una joven inteligente, independiente, válida como médico, pero a la vez es muy insegura nunca sabe qué tiene que decidir ni qué tiene que hacer. Además, paradójicamente siendo médico, siempre tiene una u otra enfermedad (leve)  resfriados, gripes, torceduras, picaduras de insectos, otitis, laringitis... En ese sentido casi, casi es un poco gafe.  Además es una sufridora compulsiva y siempre se teme lo peor.
A menudo, cuando se pone muy histérica, saca su inhalador contra el asma. Cuando lo utiliza el efecto tranquilizador es fulminante.
Es una mujer interesada por la literatura, el cine y la música. Es una maniática con la limpieza, la higiene y el orden… Tiene un punto “sabelotodo”. Es muy coqueta y seductora cuando quiere conseguir algo. Le encanta vestirse de fashion victime. También cuida mucho sus peinados que varían constantemente.
- Voz: Pilar Morales

Sr. Alnut: 
Abuelo 65 / 70 (edad humana)
El Sr. Alnut (nombre de Humprey Bogart en La Reina de África), antiguo aventurero ya retirado– sobre 855 años -, es un abuelo amable al que le gusta contar historias de sus antiguas aventuras en Algoria, la Tierra y los planetas más diversos. Aunque nadie da mucho crédito a sus aventuras,  todas son ciertas.
Tiene un Zeppelín que utiliza como medio de transporte para sus múltiples aventuras.
El Sr. Alnut –así le llaman todos los algos– conoció a los grandes personajes de la historia de la Humanidad e intervino activamente en muchos momentos históricos claves. Su objetivo es reunir y ordenar todos los datos e informaciones recopilados durante su largo periodo aventurero para confeccionar una gran enciclopedia de los Algos en la Tierra. Por eso, El Sr. Alnut Tiene una gran colección de documentos multimedia, vídeo, audio, fotos, ilustraciones y recuerdos de sus aventuras. Asimismo, dispone de una gran biblioteca con libros antiguos.
- Voz: Jordi Vila

Isla: 
Abuela 65 / 70 (edad humana)
Astrofísica, antropóloga e investigadora.  Tiene sobre los 780 años.  Ilsa (nombre de Ingrid Bergman en Casablanca) es una koiné de Simone de Beavoir, la abuelita Paz, Einstein y esas típicas mujeres que con 65 se apuntan a la universidad y se visten de tennagers para pasar desapercibidas.
Investigadora en general de todo,  y en concreto y de manera especial de la tierra y de los humanos (comportamiento, costumbres, etc).   El hecho de ser investigadora, la sitúa de pleno en la órbita de ciencia. Ahora bien,  en Algoria el concepto investigación abarca algunos aspectos que tendrían más que ver con el esoterismo que con la ciencia. Aun así, cuando se sitúa en esa línea esotérica Ilsa siempre se equivoca (equivoca sus predicciones, etc).
La casa de Ilsa es su centro de trabajo.  Su periscopio es la puerta por la que los Algos observan la Tierra y otros planetas.
ILSA, aunque ya tiene una edad, es muy coqueta y presumida y le gusta aparentar que en realidad es más joven de lo que es.  Cree que todos los hombres van detrás de ella.
Por otro lado, sus sentimientos hacia el Sr. Alnut son muy especiales, aunque algunas veces éste lo saque de quicio. De hecho, su relación está a caballo entre el amor y el odio (Ver “Luz de Luna”).
- Voz: Rosa Guillén

Dr. Libelius: 
Científico megalómano y rematadamente loco que vive a las afueras de la ciudad en una mansión castillo “finger” con la única compañía de su perro Aldus (perro simpático y jovial, que en la mayoría de ocasiones demuestra más sensatez que su amo). El propósito del Doctor Libelius es hacer el mal por el mal. Está en contra de todos los valores que representan los algos ( come mal – insano -, está contra la higiene, contra la ciencia, contra el arte, etc).
Pero ni aun así consigue que los Algos le odien. Le tienen por un personaje estrafalario, equivocado y con el que es difícil tratar. De hecho,  los algos ni siquiera entienden porque hace muchas de las cosas que hace.  El Dr. Libelius encarna todos los modulamientos, actitudes,  acciones y comportamientos negativos. Por supuesto, las cosas siempre le van mal. En ese sentido es uno de los personajes más caricaturescos de la serie.
Siempre que se le pregunta por una acción que deba desempeñar a su favor (¿Va usted a hacer el mal?) Responde “Evidentísimamente evidente” o “Clarísimo que sí”
A causa de una pócima que le provocó graves efectos secundarios, cuando se enfada mucho se convierte en un monstruo dócil, tierno, tontorrón y sobre todo bueno, al que Aldus bautiza como Mr.Laid en el capítulo uno.  Por supuesto, el Dr. Libelius tiene que hacer esfuerzos constantes para no enfadarse, pero como su naturaleza malvada le lleva a ello, continuamente se transforma en Mr. Laid.
Siente una cierta atracción por ILSA. Con el Sr. Alnut tienen sus más y sus menos.
- Voz: Quim Sota

Aldus: 
Es el perro del Dr. Libelius. Un boptail algórico de pura raza.
Alnut se mueve entre la maldad banal y absurda del Dr. Libelius y la bondad infantil y casi idiota de Mr.Laid.
Alnut posee unos de los coeficientes intelectuales más altos de Algoria. Eso le hace observar las cosas siempre con distancia e ironía, a la vez que es capaz de conciliar algo que parece imposible:  ser fiel “al malo”  y a la vez ser amigo de los demás Algos.  Además, ejerce de amigo íntimo y mentor de Mr. Laid, quien no daría una a derechas si no fuera por él.
Una de las características más relevantes del perro Aldus es que su profusa pelambrera tiene la capacidad de albergar todo tipo de utensilios y objetos variopintos a modo de chistera. Eso le permite aportar todo tipo de objetos que puedan ser de utilidad a la trama algórica que se esté desarrollando.
Aldus se lleva bien con Keo porque ambos son seres a priori irracionales. Con Nilo se lleva bien porque ambos son intelectuales. Con Lito se lleva bien porque los dos proceden de familias de alto copete... En realidad, Aldus tiene una capacidad empática sin parangón en Algoria.
Aldus solo pierde el sentido de la realidad cuando se cruza con un rebaño de ovejas. Entonces sus genes de perro pastor le vuelven loco.  
Por otro lado, sufre una especie de neurosis que se manifiesta de la siguiente manera: No soporta que nadie le toque y en especial, el Dr. Libelius. No le gusta el contacto físico. Cuando alguien le acaricia y por educación no puede negarse, lo pasa fatal y lo exterioriza con gestos orales muy extraños. 
Aldus tiene una sensibilidad y un sentido de la estética especiales. Esto lo llevará a desarrollar actividades artísticas como la pintura o el estilismo.
Aldus oculta con resignación que era el primero en la sucesión directa para rey de los perros algóricos, pero su amor por una gata,  hizo que su familia renegará de él y le desterraran.
- Voz: Pep Sais

## Películas

### Bienvenidos a Algoria
Un programa especial compuesto por 3 capítulos de la serie emitido en CUATRO en las Navidades de 2007.
- Realizado por Pol Mainat y escrito por Daniel Cerdà Emery y Jaume Copons.
- Publicado en formato DVD y CD por Universal en 2008.

## Emisión
- Es emitido en 2009 en México por el Canal Azteca, y en Argentina por el Canal 5.

## Premios y otras participaciones
El programa quedó finalista como Mejor Espacio de Animación para Niños en el California International Film Festival 2008 y consiguió el galardón en la categoría de niños y jóvenes de los Chris Awards del Columbus Film Festival 2008, que tuvo lugar en Estados Unidos. Además, 'Los Algos' obtuvo la estatuilla a la Mejor Serie de Animación para niños y preescolares en el International Film Festival South Africa.

## Discografía
1. Qué buen rollo (Valemusic 2007)
2. Bienvenidos a Algoria (Universal 2008)